# Президент Вьетнама
Президент Социалистической Республики Вьетнам (вьет. Chủ tịch nước Cộng hoà xã hội chủ nghĩa Việt Nam) — глава государства Социалистической Республики Вьетнам (СРВ). Избирается Национальным собранием Социалистической Республики Вьетнам из числа его депутатского состава на срок полномочий Национального собрания. Президент несёт ответственность перед Национальным собранием и отчитывается перед ним. После прекращения срока полномочий Национального собрания исполняет обязанности Президента до избрания следующим составом Национального собрания нового президента. Если президент не в состоянии исполнять свои обязанности, их исполняет вице-президент.

## Функции
- опубликовывает Конституцию, законы, указы;
- осуществляет командование народными вооружёнными силами и занимать должность Председателя Комитета национальной обороны и государственной безопасности;
- вносит в Национальное собрание предложения о назначении, освобождении и отзыве вице-президента, премьер-министра, Председателя Верховного народного суда и Главного прокурора Верховной народной прокуратуры;
- назначает, освобождает, отзывает вице-премьера и других членов Правительства (на основании решений Национального собрания или его Постоянного комитета);
- объявляет состояние войны и принимает решение об общей амнистии (на основании решений Национального собрания или его Постоянного комитета);
- принимает приказ об общей или частичной мобилизации и объявляет военное положение в стране или в отдельных её частях (на основании решений Постоянного комитета);
- вносит в Постоянный комитет предложения о пересмотре указов, постановлений Постоянного комитета;
- назначает, освобождает и отзывает заместителей Председателя Верховного народного суда и его народных заседателей, а также заместителей и членов Верховной народной прокуратуры, принимает решения об учреждении званий и рангов для народных вооружённых сил, дипломатической службы, а также других званий, рангов, принимает решения о награждении орденами, медалями и почётными званиями государства;
- назначает и отзывает полномочных дипломатических представителей СРВ, принимает полномочных дипломатических представителей других государств, ведёт переговоры и заключает от имени СРВ международные договоры с главами других государств, решает вопрос о ратификации или присоединении к международным договорам, за исключением случаев, когда необходимо представить их на рассмотрение Национального собрания;
- принимает в гражданство СРВ и решает вопросы о выходе из гражданства СРВ и лишении гражданства СРВ;
- принимает решения о помиловании.

## Список глав государства

### Демократическая Республика Вьетнам(1945—1976)
Статус
 Исполняющий обязанности президента
| №                                            | №                                            | Портрет                                      | Имя (Даты жизни)                             | Период правления                             | Период правления                             | Период правления                             | Партия                                                                                          |
| Официально                                   | В этом государстве                           | Портрет                                      | Имя (Даты жизни)                             | Вступление в должность                       | Отставка                                     | Время в должности                            | Партия                                                                                          |
| Президент Демократической Республики Вьетнам | Президент Демократической Республики Вьетнам | Президент Демократической Республики Вьетнам | Президент Демократической Республики Вьетнам | Президент Демократической Республики Вьетнам | Президент Демократической Республики Вьетнам | Президент Демократической Республики Вьетнам | Президент Демократической Республики Вьетнам                                                    |
| -------------------------------------------- | -------------------------------------------- | -------------------------------------------- | -------------------------------------------- | -------------------------------------------- | -------------------------------------------- | -------------------------------------------- | ----------------------------------------------------------------------------------------------- |
| 1                                            | 1                                            |                                              | Хо Ши Мин (1890–1969)                        | 2 сентября 1945                              | 2 сентября 1969                              | 24 года                                      | Коммунистическая партия Индокитая (до февраля 1951) Партия трудящихся Вьетнама (с февраля 1951) |
| —                                            | —                                            |                                              | Хунь Тук Кхан (1876–1947)                    | 29 мая 1946                                  | 21 октября 1946                              | 145 дней                                     | Независимый                                                                                     |
| —                                            | —                                            |                                              | Тон Дык Тханг (1888–1980)                    | 2 сентября 1969                              | 23 сентября 1969                             | 21 день                                      | Партия трудящихся Вьетнама                                                                      |
| 2                                            | 2                                            | 23 сентября 1969                             | Тон Дык Тханг (1888–1980)                    | 2 июля 1976                                  | 6 лет 283 дня                                |                                              | Партия трудящихся Вьетнама                                                                      |

### Республика Южный Вьетнам(1969—1976)
| № | № | Портрет                                                                                               | Имя (Даты жизни)                                                                                      | Период правления                                                                                      | Период правления                                                                                      | Период правления                                                                                      | Партия                                                                                                |
| Официально                                                                                            | В государстве                                                                                         | Портрет                                                                                               | Имя (Даты жизни)                                                                                      | Вступление в должность                                                                                | Отставка                                                                                              | Время в должности                                                                                     | Партия                                                                                                |
| Председатель Консультативного совета Временного революционного правительства Республики Южный Вьетнам | Председатель Консультативного совета Временного революционного правительства Республики Южный Вьетнам | Председатель Консультативного совета Временного революционного правительства Республики Южный Вьетнам | Председатель Консультативного совета Временного революционного правительства Республики Южный Вьетнам | Председатель Консультативного совета Временного революционного правительства Республики Южный Вьетнам | Председатель Консультативного совета Временного революционного правительства Республики Южный Вьетнам | Председатель Консультативного совета Временного революционного правительства Республики Южный Вьетнам | Председатель Консультативного совета Временного революционного правительства Республики Южный Вьетнам |
| --- | --- | --- | --- | --- | --- | --- | --- |
| — | 1 | | Нгуен Хыу Тхо (1910–1996)                                                                             | 8 июня 1969                                                                                           | 2 июля 1976                                                                                           | 7 лет 24 дня                                                                                          | Народно-революционная партия (Вьетконг) (подконтрольна Партии трудящихся Вьетнама)                    |

### Социалистическая Республика Вьетнам (1976—настоящее время)
Статус
 Исполняющий обязанности президента
| №                                                                        | №                                             | Портрет                                       | Имя (Даты жизни)                              | Период правления                              | Период правления                              | Период правления                              | Партия                                                                                         |
| Официально                                                               | В государстве                                 | Портрет                                       | Имя (Даты жизни)                              | Вступление в должность                        | Отставка                                      | Время в должности                             | Партия                                                                                         |
| Президент Социалистической Республики Вьетнам                            | Президент Социалистической Республики Вьетнам | Президент Социалистической Республики Вьетнам | Президент Социалистической Республики Вьетнам | Президент Социалистической Республики Вьетнам | Президент Социалистической Республики Вьетнам | Президент Социалистической Республики Вьетнам | Президент Социалистической Республики Вьетнам                                                  |
| ------------------------------------------------------------------------ | --------------------------------------------- | --------------------------------------------- | --------------------------------------------- | --------------------------------------------- | --------------------------------------------- | --------------------------------------------- | ---------------------------------------------------------------------------------------------- |
| (2)                                                                      | 1                                             |                                               | Тон Дык Тханг (1888–1980)                     | 2 июля 1976                                   | 30 марта 1980                                 | 3 года 272 дня                                | Партия трудящихся Вьетнама (до декабря 1976) Коммунистическая партия Вьетнама (с декабря 1976) |
| —                                                                        | —                                             |                                               | Нгуен Хыу Тхо (1910–1996)                     | 30 марта 1980                                 | 4 июля 1981                                   | 1 год 96 дней                                 | Коммунистическая партия Вьетнама                                                               |
| Председатель Государственного Совета Социалистической Республики Вьетнам |                                               |                                               |                                               |                                               |                                               |                                               |                                                                                                |
| 3                                                                        | 2                                             |                                               | Чыонг Тинь (1907–1988)                        | 4 июля 1981                                   | 18 июня 1987                                  | 5 лет 349 дней                                | Коммунистическая партия Вьетнама                                                               |
| 4                                                                        | 3                                             |                                               | Во Ти Конг (1912–2011)                        | 18 июня 1987                                  | 23 сентября 1992                              | 5 лет 97 дней                                 | Коммунистическая партия Вьетнама                                                               |
| Президент Вьетнама                                                       |                                               |                                               |                                               |                                               |                                               |                                               |                                                                                                |
| 5                                                                        | 4                                             |                                               | Генерал Ле Дык Ань (1920–2019)                | 23 сентября 1992                              | 24 сентября 1997                              | 5 лет 1 день                                  | Коммунистическая партия Вьетнама                                                               |
| 6                                                                        | 5                                             |                                               | Чан Дык Лыонг (1937–2025)                     | 24 сентября 1997                              | 27 июня 2006                                  | 8 лет 276 дней                                | Коммунистическая партия Вьетнама                                                               |
| 7                                                                        | 6                                             |                                               | Нгуен Минь Чьет (1942–)                       | 27 июня 2006                                  | 25 июля 2011                                  | 5 лет 28 дней                                 | Коммунистическая партия Вьетнама                                                               |
| 8                                                                        | 7                                             |                                               | Чыонг Тан Шанг (1949–)                        | 25 июля 2011                                  | 2 апреля 2016                                 | 4 года 252 дня                                | Коммунистическая партия Вьетнама                                                               |
| 9                                                                        | 8                                             |                                               | Генерал Чан Дай Куанг (1956–2018)             | 2 апреля 2016                                 | 21 сентября 2018                              | 2 года 172 дня                                | Коммунистическая партия Вьетнама                                                               |
| —                                                                        | —                                             |                                               | Данг Тхи Нгок Тхинь (1959–)                   | 21 сентября 2018                              | 23 октября 2018                               | 32 дня                                        | Коммунистическая партия Вьетнама                                                               |
| 10                                                                       | 9                                             |                                               | Нгуен Фу Чонг (1944–2024)                     | 23 октября 2018                               | 5 апреля 2021                                 | 2 года 164 дня                                | Коммунистическая партия Вьетнама                                                               |
| 11                                                                       | 10                                            |                                               | Нгуен Суан Фук (1954–)                        | 5 апреля 2021                                 | 17 января 2023                                | 1 год 287 дней                                | Коммунистическая партия Вьетнама                                                               |
| —                                                                        | —                                             |                                               | Во Тхи Ань Суан (1970–)                       | 18 января 2023                                | 2 марта 2023                                  | 43 дня                                        | Коммунистическая партия Вьетнама                                                               |
| 12                                                                       | 11                                            |                                               | Во Ван Тхыонг (1970–)                         | 2 марта 2023                                  | 21 марта 2024                                 | 1 год 19 дней                                 | Коммунистическая партия Вьетнама                                                               |
| —                                                                        | —                                             |                                               | Во Тхи Ань Суан (1970–)                       | 22 марта 2024                                 | 22 мая 2024                                   | 61 день                                       | Коммунистическая партия Вьетнама                                                               |
| 13                                                                       | 12                                            |                                               | То Лам (1957–)                                | 22 мая 2024                                   | 21 октября 2024                               | 152 дня                                       | Коммунистическая партия Вьетнама                                                               |
| 14                                                                       | 13                                            |                                               | Лыонг Кыонг (1957–)                           | 21 октября 2024                               | действующий                                   | 214 дней                                      | Коммунистическая партия Вьетнама                                                               |